# Alfredo Gallis
Joaquim Alfredo Gallis (Lisboa, 1859 — Lisboa, 24 de Novembro de 1910), mais conhecido por Alfredo Gallis, foi um jornalista e romancista naturalista, muito afamado nos anos finais do século XIX, que exerceu o cargo de escrivão da Corporação dos Pilotos da Barra e o de administrador do concelho do Barreiro (1901-1905).
Usou múltiplos pseudónimos, entre os quais Anthony, Rabelais, Condessa do Til, Katisako Aragwisa, entre outros, enquanto escritor de prosa licenciosa. Assinou também com o seu nome autêntico, alguns dos textos de caráter ensaístico, inclusive, onde o autor investe na reflexão sobre temas que vão desde a história do país, à história da Sexualidade, tal como comprovam Sinopse dos homens célebres de  Portugal desde a Fundação da Monarquia (1883), O sensualismo na antiga Grécia (1894) e Um reinado trágico (1908-1909, complementos à História de Portugal, de Pinheiro Chagas).

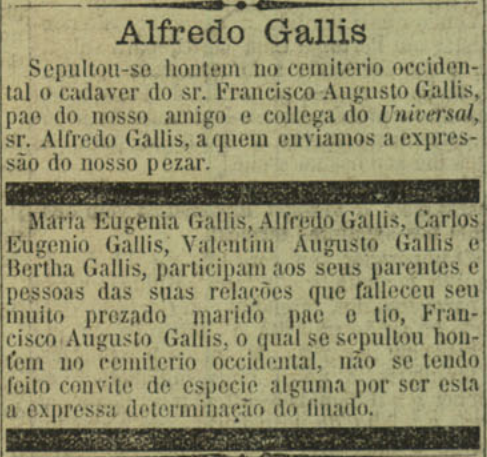
Referência à Universal e à família Gallis

## Biografia
Nascido em 1859, e falecido a 24 de novembro de 1910, filho de Francisco Augusto Gallis (?- 9 de novembro de 1895) e Maria Eugénia Gallis, primo de Carlos Eugénio Gallis, Valentim Augusto Gallis e Bertha Gallis.
Desde muito jovem redigiu artigos e folhetins em jornais e revistas, entre os quais a Universal (c. 1895), a Ilustração Portuguesa  (1884-1890), O Branco e Negro  (1899), o Jornal do Comércio, a Ecos da Avenida e o  Diário Popular (onde usou o pseudónimo Anthony).
Como romancista conquistou grande popularidade, especializando-se em textos impregnados de sensualismo exaltado que viviam das «fraquezas e aberrações de que eram possuídas, eram desenvolvidas entre costumes libertinos e explorando o escândalo». Escreveu cerca de três dezenas de romances, por vezes publicados com o pseudónimo Rabelais.
Alguns dos seus romances têm títulos sugestivos da sensualidade que exploram, nomeadamente Mulheres perdidas, Sáficas, Mulheres honestas, A amante de Jesus, O marido virgem, As mártires da virgindade, Devassidão de Pompeia e O abortador. É autor dos dois volumes da História de Portugal, apensos à História, de Pinheiro Chagas, referentes ao reinado do rei D. Carlos I de Portugal.

## Principais obras
Entre muitas outras, é autor das seguintes obras:
- As doze mulheres de Adão
- A amante de Jesus
- Lascivas
- Sensações fortes
- Sensuais
- Aventuras galantes (com o pseudónimo Rabelais)
- O que as Noivas devem saber (3.ª ed. 1910, sob o pseudónimo de Condessa de Til)
- O que os noivos não devem ignorar
- O Sensualismo na antiga Grécia
- O Marido Virgem : patologia do amor (1900)
- O Sr. Ganimedes (1906)
- O algoz
- A luxúria judaica
- Cartas de um Japonez: de Lisboa para Tokio : critica d'um oriental ácerca do nosso paiz (1907, com o pseudónimo Katisako Aragwisa)
- As mártires da virgindade
- Devassidão de Pompeia
- O abortador
- Um reinado trágico (complementos à História de Portugal de Pinheiro Chagas)

Na série Tuberculose Social publicou os seguinte volumes:
- I. Os Chibos
- II. Os Predestinados
- III. Mulheres Perdidas
- IV. Decadentes
- V. Malucos?
- VI. Políticos
- VII. A Taberna
- VIII. Sáficas (1902)
- IX. Casas de Hóspedes
- X. A Sacristia
- XI. Mulheres Honestas
- XII. Os Pelintras